# Eleonora (conto)
"Eleonora" é um conto do escritor americano Edgar Allan Poe, publicado pela primeira vez na Filadélfia em 1842, no anuário literário The Gift. Muitas vezes é considerado como um texto um tanto autobiográfico e tem um final relativamente "feliz".

## Enredo
A história acompanha um narrador anônimo que mora com seu primo e sua tia no “Vale da Grama Multicolorida”, um paraíso idílico cheio de flores perfumadas, árvores fantásticas e um “Rio do Silêncio”. Permanecem intocados pelos passos de estranhos e por isso vivem isolados, mas felizes.
Depois de viver quinze anos assim, o amor “entrou” no coração do narrador e de sua prima Eleonora. O vale refletia a beleza de seu jovem amor. Eleonora, porém, estava doente — "feita em perfeita beleza, apenas para morrer". Ela não teme a morte, mas teme que o narrador deixe o vale após sua morte e transfira seu amor para outra pessoa. O narrador jura-se emocionalmente a ela, com "o Poderoso Governante do Universo" como testemunha, que nunca irá se casar "com qualquer filha da Terra".
Após a morte de Eleonora, porém, o Vale da Grama Multicolorida começa a perder seu brilho e calor. O narrador opta por partir para uma “cidade estranha” sem nome. Lá, ele conhece uma mulher chamada Ermengarde e, sem culpa, casa-se com ela. Eleonora, do além, visita o narrador e concede suas bênçãos ao casal. “Tu estás absolvido”, diz ela, “por razões que te serão dadas a conhecer no Céu”.

## Publicação
A história foi publicada pela primeira vez na edição de 1842 de The Gift: A Christmas and New Year's Present for 1842, uma publicação anual, como "Eleonora: A Fable". Posteriormente, foi republicado na edição de 24 de maio de 1845 do Broadway Journal. Em 1845, Poe adicionou a epígrafe de abertura, uma citação de Raymond Lull que se traduz como “Sob a proteção de uma forma específica, minha alma está segura”. A publicação original nomeou o narrador Pyrros.

## Análise
Muitos biógrafos consideram "Eleonora" uma história autobiográfica escrita para Poe para aliviar seus próprios sentimentos de culpa por ter considerado amar outras mulheres. Na época da publicação do conto, sua esposa Virgínia havia começado a apresentar sinais de doença, embora só morresse nos próximos cinco anos. O narrador seria, portanto, o próprio Poe que mora com sua jovem prima e futura esposa, e sua tia.
O final abrupto, com o novo amor do narrador mencionado apenas no penúltimo parágrafo, não é muito convincente se esta foi a tentativa de Poe de justificar seus próprios sentimentos. Poe considerou que a história "não terminou tão bem quanto poderia". Talvez seja na imprecisão da razão que só será revelada no Céu para permissão para quebrar seu voto. Mesmo assim, comparado aos finais de outros contos de Poe, onde o amante morto retorna do além, este é um final “feliz” e livre de antagonismo, culpa ou ressentimento. Em "Morella", por exemplo, a esposa morta reencarna como sua própria filha, apenas para morrer. Em “Ligeia”, a primeira esposa retorna dos mortos e destrói o novo amor do narrador. Em última análise, a mensagem em “Eleonora” é que um homem pode casar sem culpa após a morte de seu primeiro amor.
O narrador admite prontamente a loucura no início da história, embora acredite que não tenha sido determinado se a loucura é realmente a forma mais elevada de inteligência. Isso pode ser entendido de maneira jocosa, mas também pode explicar a descrição excessivamente paradisíaca do vale e como ela muda com o amor deles e, mais tarde, com a morte de Eleonora. Sua admissão de loucura, porém, o dispensa de introduzir elementos tão fantásticos.
Não está claro, no conto, por que o trio viviam isolados no vale.
Também há temas sexuais na história. O nome do narrador, Pyros, implica fogo e paixão. À medida que ele e Eleonora crescem, seu relacionamento inocente se transforma em amor, com as descrições das mudanças de paisagem de forma erótica ou sexual — a vida animal e a vida vegetal brotando e se multiplicando. A morte de Eleonora serve como um fim simbólico para o amor romântico ideal, que logo é substituído pelo amor menos apaixonado ao casar com Ermengarde. Eleonora incorpora muitos traços típicos da personagem feminina de Poe: ela é jovem, passiva e totalmente dedicada ao seu amor.
O termo "Vale da Grama Multicolorida" foi inspirado em "Adonais" de Percy Bysshe Shelley.

### Temas principais
Uma mulher retornando do além para visitar seu antigo amor é um artifício frequentemente usado por Poe, tal como “Ligeia” e “Morella”. Poe também escrevia frequentemente sobre a morte de mulheres bonitas, que considerava o tema mais poético do mundo.

## Recepção crítica
O amigo de Poe, Thomas Holley Chivers, elogiou "Eleonora" por ser quase um poema em prosa. Ele comparou sua originalidade e sua execução à obra de Ossian. O biógrafo de Poe, Arthur Hobson Quinn, chamou-a de "uma de suas melhores histórias".